# 重松健二郎
重松 健二郎（しげまつ けんじろう、1945年8月16日 - ）は、日本の経営者。

## 経歴
茨城県出身。1968年に東京大学工学部舶用機械学科を卒業し、同年に住友金属工業に入社した。1998年6月に取締役に就任し、1999年6月に常務、2002年4月に専務を経て、2003年に副社長に就任2005年4月に三菱住友シリコン(のちのSUMCO)副社長に就任し、同年12月には社長に昇格した。2009年5月から相談役を務めた。